# Seid Lizde
Seid Lizde (Catania, 8 juli 1995) is een Italiaans wielrenner die anno 2018 rijdt voor Holdsworth Pro Racing.

## Carrière
In 2013 werd Lizde nationaal kampioen tijdrijden bij de junioren. Giovanni Carboni en Filippo Ganna bezetten de overige ereplaatsen. Later dat jaar werd hij onder meer vijfde in de Trofeo San Rocco en zesde in de Trofeo Buffoni. Op het wereldkampioenschap nam hij deel aan de wegwedstrijd, waarin hij op plek 55 eindigde.
In zijn eerste jaar als belofte werd Lizde, achter Davide Martinelli, tweede op het nationale kampioenschap tijdrijden. Op het Europese kampioenschap van dat jaar werd hij zevende in de tijdrit. Op het wereldkampioenschap kon hij niet meedoen om de medailles: hij eindigde op plek 41.
In 2015 was Lizde dicht bij zijn eerste UCI-overwinning bij de eliterenners: in de GP Laguna werd hij, twee seconden na Michael Gogl, tweede. Later dat jaar werd hij onder meer vierde op het nationale kampioenschap tijdrijden voor beloften en, achter Simone Velasco, tweede in de Ruota d'Oro.
In 2017 behaalde de Siciliaan zijn eerste UCI-zege: nadat hij eerder dat jaar al tweede was geworden in de Trofeo Piva won hij in april de Gran Premio della Liberazione. Vanaf eind juli mocht hij, net als Aljaksandr Raboesjenka en Francesco Romano, stage lopen bij UAE Team Emirates. Tijdens die stageperiode nam hij onder meer deel aan de Colorado Classic en de Hong Kong Challenge, maar tot een profcontract kwam het niet.
Voor het seizoen 2018 tekende Lizde een contract bij het nieuwe Holdsworth Pro Racing. Hij behaalde dat jaar zijn eerste overwinning als prof toen hij de derde etappe van de Ronde van China II op zijn naam schreef.

## Overwinningen
2013
 Italiaans kampioen tijdrijden, Junioren
2017
Gran Premio della Liberazione
2018
3e etappe Ronde van China II

## Ploegen
- 2017 –  UAE Team Emirates (stagiair vanaf 28-7)
- 2018 –  Holdsworth Pro Racing

Aït el Abdia · Atapuma · Bono · Consonni · Conti · Costa · Đurasek · Ferrari · Ganna · Guardini · Kump · Laengen · Marcato · Meintjes · Mirza · Modolo · Mohorič · Mori · Niemiec · Petilli · Polanc · Ravasi · Swift · Troia  · Ulissi · Zurlo · Lizde (stagiair) · Raboesjenka (stagiair) · Romano (stagiair)
Downing · Lizde · L. Mazzone · T. Mazzone · McCrystal · McDunphy · McKenna · Shaw · Thurau · Trulock · Viel · Womersley · Yallouris